# Кедр (хоккейный клуб)
«Кедр» — российский хоккейный клуб из города Новоуральска, существовавший в 1967—2014 годах.

## История
Хоккейный клуб «Кедр» был основан в 1967 году как хоккейная секция одноимённого спортивного клуба. С 1996 по 2004 году команда выступала во второй по силе лиге России. В 2004 году «Кедр» стал выступать в российской хоккейной лиге, третьей по силе лиге страны. В декабре 2013 года клуб «Кедр» заключил соглашение о спортивном сотрудничестве с клубом «Южный Урал». В июле 2014 года согласно решению федерации хоккея Новоуральска профессиональная хоккейная команда «Кедр» прекратила существование. Были сохранены лишь молодёжные и юниорские составы.